# Julian Bream
Julian Alexander Bream (ur. 15 lipca 1933 w Londynie, zm. 14 sierpnia 2020 w Wiltshire) − angielski gitarzysta i lutnista, uznawany za jednego z czołowych wykonawców muzyki na gitarze klasycznej. Przyczynił się znacząco do wzbudzenia zainteresowania lutnią renesansową.

## Życiorys
Julian Bream urodził się w Londynie. Jego ojciec grał na gitarze jazzowej. Posiadał pokaźną kolekcję nagrań jazzowych, m.in. Django Reinhardta, którego muzyka zachwyciła młodego Juliana. Chłopiec podjął też naukę gry na pianinie. Jednak kiedy na 11 urodziny dostał gitarę klasyczną, wiadomo było, że właśnie ten instrument jest dla niego stworzony. Jednocześnie uczył się gry na pianinie i wiolonczeli w Royal College of Music.
Większość czasu służby w armii udało mu się spędzić w wojskowym zespole, gdzie grał na gitarze jazzowej.

## Muzyka
Repertuar Breama zawiera transkrypcje muzyki XVII wieku, wiele utworów Johanna Sebastiana Bacha oraz popularne utwory hiszpańskie. Największy wpływ na gitarzystę mieli Andrés Segovia, na którego koncercie był już jako chłopiec, i Francisco Tárrega.
Utwory dla Breama komponowali m.in. Malcolm Arnold, Richard Rodney Bennett, Benjamin Britten, Leo Brouwer, Peter Racine Fricker, Hans Werner Henze, Humphrey Searle, Tōru Takemitsu, Michael Tippett i William Walton.
Wirtuozowska gra Breama cechuje się wielką ekspresją i doskonałością techniczną połączoną z zastosowaniem ogromnej skali różnorodnych timbrów.

## Film
Film z roku 2003 Julian Bream: My Life In Music zawiera opowiedzianą przez gitarzystę autobiografię i występy.